# Cầu xoay

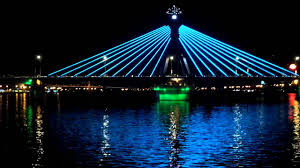
Cầu Sông Hàn là cây cầu xoay độc đáo bắc qua Sông Hàn tại Đà Nẵng tại Việt Nam

Cầu xoay hay cầu quay là một loại cầu có thể xoay được để mở đường cho các phương tiện giao thông đường thủy ở phía dưới cầu đi qua. Nó được xây dựng tại nơi sông nằm ngang đất hoặc cầu không thể xây cao hơn cho tàu bẻ đi qua.
Người ta xây dựng cầu xoay vì có thể do gầm cầu quá thấp hay những khu vực mà thủy triều lên xuống bất thường để khi có các con tàu to đi ngang qua nó xoay về một phía để mở ra chỗ trống cho tàu đi qua mà không bị vướng vào gầm cầu. Khi cầu bắt đầu xoay mọi phương tiện giao thông đường bộ trên cầu sẽ bị chặn lại và một số người thích xem cầu xoay đứng rất đông xung quanh để quan sát. Ở Việt Nam có một cây cầu xoay là cầu xoay sông Hàn nổi tiếng, tại thành phố Đà Nẵng, nhưng ít ai biết về cầu Đuống, cây cầu xoay đầu tiên tại Việt Nam.

## Cơ chế hoạt động
Cầu xoay được quay bởi một loạt các bộ bánh răng và truyền động thanh răng. Nhà điều hành và nhà thiết bị với bộ điều khiển và máy móc được đặt gần hoặc trên cầu, tùy thuộc vào kích thước của nó.